# Statistiken zum H-Kennzeichen

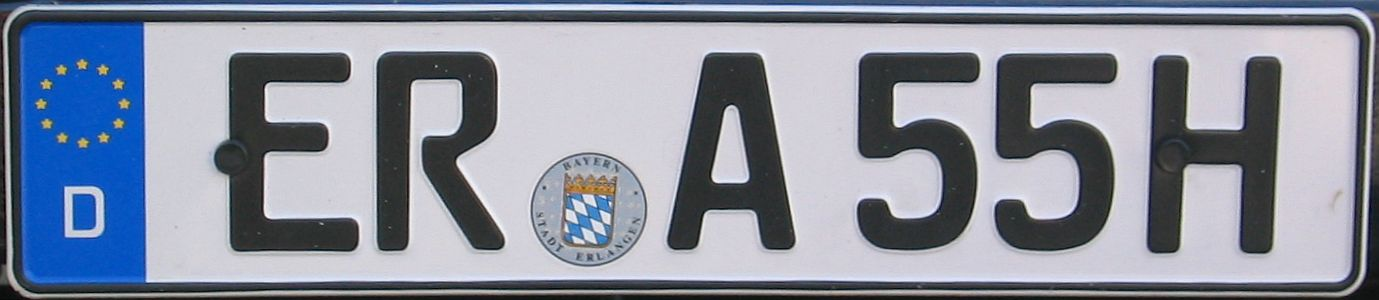
„H-Kennzeichen“

Die Liste beinhaltet Statistiken zum H-Kennzeichen, das in Deutschland historische Fahrzeuge kennzeichnet.

## Bestand an Kraftfahrzeugen mit H-Kennzeichen
Die Statistiken wurden vom Kraftfahrt-Bundesamt veröffentlicht.

### Insgesamt
| Stichtag |  |  |  |  |  |  |  | 1.1.1998 |  | 1.7.2000 |
| -------- |  |  |  |  |  |  |  | -------- |  | -------- |
| Anzahl   |  |  |  |  |  |  |  | 13.500   |  | 57.960   |

| Stichtag | 1.1.2001 | 1.1.2002 | 1.1.2003 |  |  |  | 1.1.2007 | 1.1.2008  | 1.1.2009 | 1.1.2010 |
| -------- | -------- | -------- | -------- |  |  |  | -------- | --------- | -------- | -------- |
| Anzahl   |          | 82.372   | 100.639  |  |  |  | 169.237  | 160.470 1 | 182.687  | 209.954  |

| Stichtag | 1.1.2011 | 1.1.2012 | 1.1.2013 | 1.1.2014 | 1.1.2015 | 1.1.2016 | 1.1.2017 | 1.1.2018 | 1.1.2019  | 1.1.2020  |
| -------- | -------- | -------- | -------- | -------- | -------- | -------- | -------- | -------- | --------- | --------- |
| Anzahl   | 232.877  | 258.803  | 285.052  | 313.815  | 349.633  | 367.833  | 430.590  | 477.386  | 536.515 2 | 595.046 2 |

### Nach Fahrzeugklassen
| Fahrzeugklasse          | 1.1.1998 | 1.7.2000 | 1.1.2001 | 1.1.2002 | 1.1.2003 | 1.1.2007 | 1.1.2008 | 1.1.2009 | 1.1.2010 | 1.1.2011 | 1.1.2012 | 1.1.2013 | 1.1.2014 |
| ----------------------- | -------- | -------- | -------- | -------- | -------- | -------- | -------- | -------- | -------- | -------- | -------- | -------- | -------- |
| Krafträder              |          | 1.431    |          | 2.323    | 3.030    |          | 5.998    |          | 7.691    | 8.368    | 9.082    | 9.861    | 10.609   |
| Personenkraftwagen      |          | 54.111   | 64.485   | 76.223   | 92.705   |          |          |          | 188.360  | 208.319  | 231.107  | 254.093  | 279.310  |
| Kraftomnibusse          |          |          |          | 93       | 107      |          | 186      |          | 251      | 272      | 299      | 329      | 359      |
| Lastkraftwagen          |          |          |          | 1.605    | 1.972    |          |          |          | 6.302    | 7.472    | 8.752    | 10.101   | 11.681   |
| Zugmaschinen            |          |          |          | 1.059    | 1.460    |          |          |          | 5.470    | 6.307    | 7.128    | 7.965    | 8.830    |
| Sonstige Kraftfahrzeuge |          |          |          | 1.064    | 1.360    |          |          |          | 1.866    | 2.103    | 2.387    | 2.638    | 2.923    |
| Kraftfahrzeuganhänger   |          |          |          | 5        | 5        |          |          |          | 14       | 36       | 48       | 65       | 103      |

### Nach Fahrzeugalter
| Fahrzeugalter      | 1.1.1998 | 1.7.2000 | 1.1.2001 | 1.1.2002 | 1.1.2003 | 1.1.2007 | 1.1.2008 | 1.1.2009 | 1.1.2010 | 1.1.2011 | 1.1.2012 | 1.1.2013 | 1.1.2014 |
| ------------------ | -------- | -------- | -------- | -------- | -------- | -------- | -------- | -------- | -------- | -------- | -------- | -------- | -------- |
| 30 bis 34 Jahre    |          |          |          | 28.625   | 34.479   |          |          |          | 45.335   | 49.926   | 54.619   | 58.486   | 61.655   |
| 35 bis 39 Jahre    |          |          |          | 23.784   | 29.244   |          |          |          | 64.235   | 64.170   | 62.561   | 60.691   | 62.181   |
| 40 bis 44 Jahre    |          |          |          | 15.020   | 17.847   |          |          |          | 43.312   | 50.854   | 60.446   | 70.142   | 77.780   |
| 45 bis 49 Jahre    |          |          |          | 6.956    | 8.832    |          |          |          | 25.439   | 29.480   | 35.220   | 42.038   | 50.076   |
| 50 bis 59 Jahre    |          |          |          | 2.926    | 4.414    |          |          |          | 23.694   | 29.063   | 34.686   | 39.885   | 45.360   |
| 60 Jahre und älter |          | 3.102    |          | 3.909    | 4.574    |          | 6.005    |          | 7.774    | 9.178    | 11.056   | 13.588   | 16.510   |
| unbekannt          |          |          |          | 1.152    | 1.249    |          |          |          | 165      | 206      | 215      | 222      | 253      |

## Bestand an Personenkraftwagen mit H-Kennzeichen
Die Statistiken wurden vom Verband der Automobilindustrie auf Grundlage der Daten des Kraftfahrt-Bundesamtes veröffentlicht.

### Entwicklung von 2002 bis 2014
| Stichtag | 31.12.2002 | 31.12.2003 | 31.12.2004 | 31.12.2005 | 31.12.2006 | 31.12.2007 | 31.12.2008 | 31.12.2009 | 31.12.2010 | 31.12.2011 | 1.1.2013 | 1.1.2014 | 1.1.2015 |
| -------- | ---------- | ---------- | ---------- | ---------- | ---------- | ---------- | ---------- | ---------- | ---------- | ---------- | -------- | -------- | -------- |
| Anzahl   | 97.208     | 109.025    | 123.269    | 140.169    | 154.479    | 144.810 1  | 164.225    | 188.360    | 208.319    | 231.064    | 254.053  | 279.250  | 310.694  |

### Die häufigsten Modelle
| Modell                     | 31.12.2009 | 31.12.2010 | 31.12.2011 | 1.1.2013 | 1.1.2014 | 1.1.2015 |
| -------------------------- | ---------- | ---------- | ---------- | -------- | -------- | -------- |
| VW Käfer                   | 23.380     | 25.505     | 26.857     | 27.002   | 29.135   | 30.676   |
| Mercedes-Benz W 123        | 2.727      | 4.111      | 5.921      | 8.869    | 11.704   | 15.523   |
| Mercedes-Benz SL R 107     | 5.008      | 6.006      | 7.103      | 8.048    | 9.051    | 10.296   |
| Porsche 911/912            | 3.949      | 4.629      | 5.500      | 6.489    | 7.618    | 8.967    |
| Mercedes-Benz „/8“         | 6.094      | 6.725      | 6.821      | 7.145    | 6.778    | 6.957    |
| VW-Bus/Transporter         |            | 2.336      | 3.593      | 4.418    | 5.000 1  | 6.019    |
| Mercedes-Benz „Heckflosse“ | 4.843      | 4.850      | 4.965      | 4.987    | 4.905    | 5.183    |
| Mercedes-Benz „Pagode“     | 3.933      | 3.983      | 4.096      | 4.155    | 4.140    | 4.680    |
| Opel Kadett                | 2.577      | 2.892      | 3.133      | 3.313    | 3.390    | 3.994    |
| VW Golf                    |            |            |            |          | 2.223    | 3.344    |
| Mercedes-Benz W 116        | 2.673      | 2.971      | 3.128      | 3.195    | 3.231    | 3.315    |
| Mercedes-Benz W 108/109    | 2.889      | 2.912      | 3.010      | 3.064    | 3.052    | 3.242    |
| Opel Rekord/Olympia        |            | 2.213      | 2.676      | 2.758    | 2.658    | 3.185    |
| BMW Baureihe 02            |            | 2.576      | 2.641      | 2.748    | 2.786    | 2.860    |
| Alfa Romeo Spider          |            | 1.618      | 2.027      | 2.368    | 2.610    | 2.640    |
| VW Karmann-Ghia            |            | 2.193      | 2.260      | 2.332    | 2.366    |          |

### Die häufigsten Marken
| Marke           | 31.12.2009 | 31.12.2010  | 31.12.2011 | 1.1.2013 | 1.1.2014 | 1.1.2015 |
| --------------- | ---------- | ----------- | ---------- | -------- | -------- | -------- |
| Mercedes-Benz   | 43.839     | 48.286      | 53.767     | 59.965   | 67.105   | 75.344   |
| Volkswagen      | 34.970     | 39.769      | 43.720     | 47.537   | 52.152   | 58.229   |
| Porsche         | 9.465      | 10.002      | 11.654     | 14.497   | 16.746   | 19.277   |
| Ford            | 9.909      | 11.207      | 12.855     | 14.455   | 16.091   | 18.275   |
| Opel            | 11.262     | 12.167      | 13.221     | 13.932   | 14.815   | 16.138   |
| BMW             | 6.928      | 7.610       | 8.303      | 9.150    | 9.947    | 11.229   |
| Fiat            | 4.494      | 5.307       | 6.236      | 7.029    | 7.975    | 9.123    |
| Alfa Romeo      | 5.416      | 5.871       | 6.458      | 7.086    | 7.635    | 8.242    |
| GM              |            | 4.786       | 5.585      | 6.372    | 7.243    | 7.372    |
| Leyland Triumph | 4.987      | 5.435 5.597 | 6.048      | 6.414    | 6.651    | 6.533    |
| Jaguar          | 4.701      | 4.926       |            |          |          |          |

### Herstellerländer
| Herstellerland | 31.12.2010 | 31.12.2010 | 31.12.2011 | 31.12.2011 | 1.1.2013 | 1.1.2013 | 1.1.2014 | 1.1.2014 | 1.1.2015 | 1.1.2015 |
| Herstellerland | Anzahl     | Anteil     | Anzahl     | Anteil     | Anzahl   | Anteil   | Anzahl   | Anteil   | Anzahl   | Anteil   |
| -------------- | ---------- | ---------- | ---------- | ---------- | -------- | -------- | -------- | -------- | -------- | -------- |
| Deutschland    | 135.801    | 65,2 %     | 150.555    | 65,2 %     | 166.257  | 65,4 %   | 183.921  | 65,9 %   | 205.657  | 66,2 %   |
| UK             | 28.321     | 13,6 %     | 30.246     | 13,1 %     | 31.810   | 12,5 %   | 33.184   | 11,9 %   | 34.902   | 11,2 %   |
| USA            | 12.899     | 6,2 %      | 18.164     | 7,9 %      | 20.575   | 8,1 %    | 23.126   | 8,3 %    | 26.527   | 8,5 %    |
| Italien        | 13.201     | 6,3 %      | 14.951     | 6,5 %      | 16.608   | 6,5 %    | 18.330   | 6,6 %    | 20.380   | 6,6 %    |
| Frankreich     | 7.477      | 3,6 %      | 8.202      | 3,5 %      | 8.960    | 3,5 %    | 9.796    | 3,5 %    | 10.837   | 3,5 %    |
| Schweden       | 4.315      | 2,1 %      | 4.511      | 2,0 %      | 4.678    | 1,8 %    | 4.900    | 1,8 %    | 5.255    | 1,7 %    |
| Japan          |            |            |            |            |          |          |          |          | 2.050    | 0,7 %    |
| Russland       |            |            |            |            |          |          |          |          | 1.968    | 0,6 %    |
| Sonstige       | 6.259      | 3,0 %      | 4.435      | 1,9 %      | 5.165    | 2,0 %    | 5.993    | 2,1 %    | 3.118    | 1,0 %    |

## Besitzumschreibungen von Personenkraftwagen mit H-Kennzeichen
Im Jahr 2010 wurden in Deutschland 14.418 Personenkraftwagen mit H-Kennzeichen an einen neuen Besitzer überschrieben. Damit hatten sie einen Anteil von 0,2 Prozent am gesamten Gebrauchtwagenmarkt.